# Macrosiphum audeni
Macrosiphum audeni är en insektsart. Macrosiphum audeni ingår i släktet Macrosiphum och familjen långrörsbladlöss. Inga underarter finns listade i Catalogue of Life.